# Dallara GP2/11
La Dallara GP2/11 è una vettura sportiva, monoposto, a ruote scoperte. È stata l'unica vettura ammessa, dal 2011 al 2017, nel campionato della GP2 Series (denominato, dal 2017, Campionato FIA di Formula 2). Rappresenta la terza generazione di vetture, pensata dal costruttore italiano, per questo campionato. Dal 2018 viene sostituita dalla Dallara F2 2018.

## Storia

### Test
Il primo test venne svolto il 5 luglio 2010, presso il Circuito di Magny Cours: alla guida fu posto Ben Hanley.

### Evoluzione
Nel 2013, che avrebbe dovuto essere l'ultima stagione di utilizzo del modello GP2/11, si decise di prolungare la vita della vettura, al fine di contenere i costi della categoria. Si provvide solo a un aggiornamento dell'aerodinamica. Dal 2015 è stato comunque introdotto il sistema DRS, già presente in F1.

## Caratteristiche tecniche

### Innovazioni
La vettura, rispetto alla versione precedente, ha un'aerodinamica più simile a quella delle più recenti vetture della F1. La principale modifica riguarda perciò gli alettoni: quello posteriore, più piccolo, simile a quello della GP3; quello anteriore più simile alla F1, più articolato e più largo. Un'altra novità riguarda il diffusore e lo spostamento dei carichi aerodinamici.

### Specifiche tecniche
- Motore: Mecachrome 4.0 l (4000 cm³) DOHC V8 atmosferico
- Cambio: Hewland longitudinale sequenziale a 6 velocità
- Peso: 688 kg (con pilota)
- Potenza : 620 hp (620 CV) a 10.000 rpm
- Coppia: 515 N·m a 8000 rpm
- Lunghezza : 5065 mm
- Altezza : 1072 mm (inclusa telecamera)
- Larghezza : 1800 mm
- Passo: 3120 mm
- Serbatoio : 125 litri
- Sterzo : cremagliera e manuale, senza servosterzo
- Freni: Pinze monoblocco Brembo a 6 pistoncini

Prestazioni
- Accelerazione: da 0 a 100 km/h in 2,90 s; da 0 a 200 km/h in 6,60 s
- Velocità massima: 332 km/h[6]

Norme di sicurezza
La monoposto segue gli standard di sicurezza, previsti dalla FIA per la F1, tra cui le regole relative al frontale, alla parte laterale e al posteriore; per lo sterzo sono previste prove di impatto colonna. Seguono tali regole anche il cerchio anteriore e il roll-bar posteriore, e la monoscocca. Quest'ultima prevede una difesa anti-intrusione nella cellula di sicurezza per il pilota. Le gomme sono fissate con cavi che ne impediscano il distacco.